# ウィルト・チェンバレン
ウィルトン・ノーマン・チェンバレン（Wilton Norman Chamberlain, [ˈtʃeɪmbərlɪn]; 1936年8月21日 - 1999年10月12日）は、アメリカ合衆国・ペンシルベニア州フィラデルフィア出身の元プロバスケットボール選手。NBAにおける伝説的な選手として知られ、身長216cm、体重125kgと当時としては破格の体格と並外れた身体能力を武器に1960年代から1970年代にかけてリーグトップクラスの選手として君臨した。
得点、リバウンドの分野では史上類を見ない才能を発揮しており、今なお、そして今後も破られないであろう数多くのNBA記録を保持する。得点王には7回、リバウンド王には11回、センターとしては極めて稀なアシスト王にも1回、シーズンMVPを4回、NBAファイナルMVPを1回受賞した。1979年には殿堂入りを果たし、NBA50周年記念オールタイムチームにも名を連ねた。背番号『13』はカンザス大学のバスケットチームであるカンザス・ジェイホークスやNBAチームではハーレム・グローブトロッターズ、ゴールデンステート・ウォリアーズ、フィラデルフィア・76ers、ロサンゼルス・レイカーズの永久欠番となっている。

## 生い立ち
チェンバレンは肺炎で死にかけたこともあるほどの病弱な幼少期を過ごし、学校をまる一年休んだこともあった。少年時代はバスケットボールを「弱虫がするゲーム」と毛嫌いしており、かわりにトラック競技やフィールド競技に熱中。走り高跳びでは198cm、440ヤード走では49秒、880ヤード走では1分58秒、砲丸投げでは16.3ｍ、走り幅跳びでは6.7mの好記録を残している。しかしフィラデルフィアではバスケットボールが盛んだったこともあって少しずつバスケットボールに傾倒し始め、10歳の頃には183cm、そしてオーバーブルック高校に通い始める頃には211cmと急速に身長が伸びたことから、本格的にバスケットボールに始めたのは12歳だった。

## 高校時代
オーバーブルック高での1953年のシーズンからチームのエースとして活躍。平均31得点を記録し、パブリックリーグのタイトルに導いている。1954年のシーズンでは同校の新記録となる1試合で71得点を記録するなどして、平均40得点を記録。前年のフィラデルフィア・シティ・チャンピオンシップで敗れていたサウスカトリック高校を74-50の大差で破り、同タイトルとパブリックリーグ・タイトルの二冠を達成、このシーズンのオーバブルック高は19戦全勝の成績を残している。
1955年のシーズンに入るともはや彼を止められる高校生選手は存在しなくなり、チェンバレンは3試合連続で74得点、78得点、90得点（この試合ではうち60得点をたった12分で記録した）を叩き出すなど暴れ回った。2年連続でパブリックリーグとシティ・チャンピオンシップのタイトルを獲得、サウスカトリック高との決勝では83-42と圧勝するなど、もはや高校バスケ界では敵なしという状態となった。同年にはオール・アメリカチームにも選出され、高校在学中の成績は平均37.4得点、通算2252得点となり、これは往年の名選手、トム・ゴーラが保持していた記録を破る同校の新記録となり、チームも56勝3敗だった。 
後にまで残るニックネームはこの頃つけられた。"Wilt the Stilt" （「竹馬ウィルト」）はひょろ長い風貌からついたあだ名だが、チェンバレンが好まないにもかかわらず使われ続ける。もう一つ "Dipper" は、彼がドアを通るときに頭をかがめた動作からつけられたもので、のちに "The Big Dipper" （「北斗七星」）に転じた。この呼び名はプロ入り後にも続いた。
後にNBAの伝説的なコーチとなるレッド・アワーバックはチェンバレンが高校に在学中の頃から彼の才能に目を着けており、アワーバックは試しに高校生のチェンバレンを、当時NCAA優勝チームだったカンザス大学のスター選手、B.H.ボーンと1on1で試合をさせてみたところ、チェンバレンが25-10と完勝してしまった（将来NBAでの活躍が期待されたボーンはこの敗北で酷く落胆してしまい、バスケットの道を諦めてトラクター・エンジニアになった）。チェンバレンの才能にほれ込んだアワーバックは彼をニューイングランド大学に進学するよう勧めたが（同大学に入ることで地域指名を使って自身が指揮するボストン・セルティックスに入団させるつもりだった）、彼の思惑は外れた。
高校卒業後の進路に注目が集まり、チェンバレンのもとには200以上の大学からのスカウトが訪れた。UCLAはハリウッドスターにすることを約束し、ペンシルベニア州立大学はダイヤモンドを提供しようとするなど、勧誘合戦は大いに加熱したが、最終的にチェンバレンが選択したのはカンザス大学だった。

## カレッジ時代
大学でも彼を止められる選手は誰も居なかった。カンザス大学での1年目（1955年）、1年生で編成されたチームで上級生チームに挑んだところ、チェンバレンは52得点、29リバウンド、4ブロックを記録し、上級生チームを破ってしまった（似たような伝説をカリーム・アブドゥル＝ジャバーも残している）。1956年12月3日の公式デビュー戦（当時1年生は公式試合には出場できなかった）では52得点、31リバウンドを記録。チェンバレンの活躍でカンザス大はこのシーズン13勝1敗の成績を残した（1敗はオクラホマ州立大学との試合で、56-54のリードを奪っていたオクラホマ州立大が、試合終了までの3分30秒もの間ボールをキープし続けたために負けた。当時はまだショットクロックがなかった）。テキサス州ダラスで開催された1957年のNCAAトーナメントの中西部地域トーナメントの1回戦では白人ばかりのチームと対戦。人種差別が色濃く残る時代と土地での試合だけあって、黒人のチェンバレンがエースを務めるカンザス大は目の敵とされ、試合中も散々罵倒され、物を投げつけられた挙句、カンザス大が勝利すると憤った群集がカンザス大のバスを乗っ取ろうとしたため、警官が出場する騒動に発展した。その後も観客からの妨害活動は続いたがカンザス大は勝ち進み、ついにはNCAAトーナメント決勝に進出し、ノースカロライナ大学と対戦。カンザス大はノースカロライナ大のチェンバレンに対する徹底したトリプルチームに苦しみ、トリプルオーバータイムまでもつれる接戦を演じた末に、惜敗した。チェンバレンはトーナメントのファイナル4最優秀選手と、コンセンサス・オールアメリカン1stチームに選ばれた。
3年目の1957-58シーズンになると各大学がこぞってチェンバレン対策を講じたことや、チェンバレンが尿路感染症で3試合欠場したこともあり、カンザス大は18勝5敗の成績で終わり、NCAAトーナメント出場を逃した。チェンバレン自身は平均30.1得点の成績を残し、ガイ・ロジャースやエルジン・ベイラー、オスカー・ロバートソンらと共に2年連続でオールアメリカン・ファーストチームに選ばれた。
この頃になるとチェンバレンはカレッジバスケに対す情熱を失ってしまい、4年目のシーズンを迎える前に大学を中退。大学通算成績は29.9得点、18.3リバウンドだった。カレッジスターの突然の中退は当時話題となり、チェンバレンは原稿料1万ドルと引き換えにLook誌に「Why I Am Leaving College」を執筆している。なお、大学進学後もバスケットと平行して陸上競技も続けており、100ヤード走（91.44m）では10秒9、砲丸投げでは17.1mを記録し、走り高跳びではカンファレンスの陸上大会で3年連続優勝している

### ハーレム・グローブトロッターズ
大学を離れたチェンバレンはNBA入りを希望していたが、当時のNBAはアーリーエントリーを認めておらず、大学で4年間プレイしていないチェンバレンがすぐにNBAに入ることは出来なかった。そのためチェンバレンは1958年に、当時としては破格となる5万ドルの契約でエキシビジョンチームのハーレム・グローブトロッターズに入団した。1959年にはトロッターズの歴史でも特筆すべきソ連ツアー（モスクワの試合ではニキータ・フルシチョフ書記長が開催の挨拶をしている）のメンバーとなっている。2000年にトロッターズはチェンバレンの背番号『13』を永久欠番としている。

## プロキャリア

### NBAドラフト
チェンバレンは1959年のNBAドラフトにエントリーし、フィラデルフィア・ウォリアーズから地域指名によって指名を受けた。本来この制度はチームの本拠地から50マイル圏内にある大学出身の選手を指名できるものであり、カンザス大学出身のチェンバレンをフィラデルフィアのウォリアーズが指名できるはずではなかった。しかしチェンバレンに惚れ込んだウォリアーズのオーナー、エディー・ゴッドリーブはチェンバレンがフィラデルフィア出身であることを理由に強引に指名、リーグもそれを認め、チェンバレンは地域指名史上唯一、出身大学ではなく出身地で指名された選手となった。ちなみにこの頃のウォリアーズの先発5人、チェンバレン、ポール・アリジン、ガイ・ロジャース（チェンバレンの高校時代のライバル選手）、トム・ゴーラ、アーニー・ベックは全員フィラデルフィアの出身だった。

### ウォリアーズ時代

#### 鮮烈なNBAデビュー
ゴッドリーブがルーキーのチェンバレンと結んだ契約内容は3万ドルという巨額契約であり、これはボブ・クージーの2万7000ドルを抜いて当時の歴代最高額となった。ちなみにゴッドリーブが7年前にウォリアーズを買収した時の金額は2万5007ドルだった。
ゴッドリーブの選択は大正解だった。チェンバレンはルーキーイヤーとなった1959-60シーズンから旋風を巻き起こし、NBAデビュー戦にもかかわらず43得点、28リバウンドを記録すると、シーズン中に50得点以上を7回記録。リーグ史上初のアベレージ30得点以上となる37.6得点を記録（ボブ・ペティットが記録した1シーズンの平均歴代最高29.2得点を大幅に更新）。ペティットが保持していた1シーズンの通算歴代最多の2102得点を、僅か56試合（当時は1シーズン75試合）で達成し、最終的には2707得点に達し、得点王に輝いた。リバウンド部門でも平均27.0、通算1941リバウンドを記録し、リバウンド王にも輝いている。オールスターにも1年目から選ばれ、オールスターMVPを受賞。チームも前季の32勝から49勝と大幅に勝ち星を増やし、チェンバレンは当然のように新人王を獲得しただけに留まらず、シーズンMVPも獲得した。NBA史上ルーキーにしてシーズンMVPを獲得したのはチェンバレンと1969年のウェス・アンセルドの2人だけである。チェンバレンはルーキーイヤーから主要スタッツリーダーも含めて得点王、リバウンド王、オールスターMVP、新人王、シーズンMVPの五冠を達成してしまったのである。チェンバレンの登場はこと得点に関してはNBAの常識を覆すものであり、チェンバレンに刺激されたかリーグ全体の1試合平均は前季の108.2得点から115.3得点と大幅な伸びを見せている。

#### セルティックスの壁
1年目のシーズンから個人としては殆ど全ての栄光を手に入れてしまったチェンバレンだったが、プレーオフでは彼の終生のライバルとなるビル・ラッセルと王者ボストン・セルティックスが立ちはだかった。両者はレギュラーシーズン4試合目で初めて相見えたが、ウォリアーズはセルティックスの前に敗れていた。プレーオフ1回戦のシラキュース・ナショナルズとの戦いでは第3戦で53得点を記録した。この記録はプレーオフのNBA新人記録として2023年終了時点でも破られていない。ナショナルズを破ったウォリアーズは、デビジョン決勝でセルティックスと対決。かつてはチェンバレンをセルティックスに迎えようとしていたアワーバックは、脅威的なショットブロッカーでもあったチェンバレンを、トム・ヘインソーンに執拗にマークさせること（時にはハードファウルを見舞うことも厭わなかった）で自陣への戻りを遅らせ、より簡単にセルティックスが最も得意とする速攻を出させようとした。この作戦はチェンバレンに対し精神的なダメージを与え、チェンバレンは第2戦で乱闘を起こしてしまい、さらにこの乱闘で手首を負傷し第3戦を逃している。ウォリアーズの1勝3敗で迎えた第5戦では復帰したチェンバレンがこれまでの鬱憤を晴らすかのようにラッセルの上から50得点を記録してウォリアーズが勝利するが、第6戦は接戦の末にセルティックスがものにし、2勝4敗でウォリアーズの敗退が決まった。チェンバレンとラッセルの対決は"Battle Of Titans"と呼ばれ、屈指のライバル関係として当時のNBAの最大の呼び物となったが、チェンバレンは個人成績ではラッセルを上回りながらもプレーオフではラッセル擁するセルティックスの前に苦杯を舐めさせ続けられることになる。この敗戦はこの後7年も続く、セルティックスとの負の関係の始まりであった。
チェンバレンはカレッジバスケ時代もそうだったように、対戦相手から執拗なダブルチーム、トリプルチームを受けることや、彼に対する度重なるハードファウルを苦痛に思い、1年目のシーズンが終わった時点で早くも引退を考え始めていた。そのうえチェンバレンはその風貌からファンやメディアから「奇形」呼ばわりされ、馬鹿にされていた。このような様々な精神的苦痛から、「誰もゴリアテを愛さない」という有名な言葉を残している。気落ちするチェンバレンにゴッドリーブオーナーは6万5000ドルに昇給させることでチームに残留させている。
この年彼は新人王及びシーズンMVPに選ばれた。彼の他に同時受賞したのは、1968-69シーズンに受賞したウェス・アンセルドだけである。
2年目の1960-61シーズンもチェンバレンは素晴らしく、通算3033得点、2149リバウンド（シーズン平均38.4得点、27.2リバウンド）の成績を残して2年連続で得点王とリバウンド王に輝いた。1シーズン通算3000得点達成はリーグ史上初であり、また通算2149リバウンド、平均27.2リバウンド、このシーズン中に記録した1試合55リバウンドは、今もなお破られていないNBA歴代最多記録となっている。またフィールドゴール成功率はリーグ史上初の50%越えとなる50.9%を記録し、リーグ1位となった。このシーズンのウォリアーズの総得点の30.4%、総リバウンドの32%をチェンバレン1人が占めている。個人としては華々しいシーズンを送ったチェンバレンだが、彼のプレイもチームを成功に導くことは出来ず、プレーオフでは1回戦でナショナルズの前にスイープ負けを喫している。この頃はヘッドコーチのニール・ジョンストンとの関係も悪化していた。

#### 空前絶後のシーズン
3年目の1961-62シーズンに入ると、チェンバレンは最初の絶頂期を迎えた。チェンバレンはフランク・マクガイア新ヘッドコーチ（カンザス大時代にNCAA決勝でチェンバレンを破ったノースカロライナ大の元ヘッドコーチ）指揮のもと、その得点能力を思う存分に発揮し、非常識と言えるほどの数字を次々と記録した。このシーズンの成績は通算4029得点、2052リバウンド、シーズン平均50.4得点、25.7リバウンド（3年連続で得点王、リバウンド王の二冠達成）。平均50.4得点はチェンバレンの成績も含めてNBAの歴代の記録の中でも際立っており、シーズン通算4000得点を記録した史上唯一の選手となった（1シーズン通算3000得点を突破したのはチェンバレンとマイケル・ジョーダンの2人のみ）。またこのシーズンのチェンバレンは非常に多くのシュートを打っており、通算フィールドゴール試投数3159本、成功数1597本、フリースロー試投数1363本は断トツの歴代1位（フリースロー成功数835本はジェリー・ウェストに次ぐ歴代2位。このシーズンのフリースロー成功率61.3%は、フリースローを苦手としていたチェンバレンにとっては非常に良い数字だった）。とにかくシュートを打ちまくったことが、平均50.4得点という異常な数字に繋がった。また無尽蔵なスタミナの持ち主として知られるチェンバレンは毎試合のようにフル出場しているが、このシーズンはNBAの1試合の規定時間48分を上回る、シーズン平均出場時間48.5分という大変珍しい記録も残している（1試合を除く全試合にフル出場したのに加え、延長も計50分出場したため。1試合だけ試合残り8分を残して、2つのテクニカルファウルを受けて退場処分を受けている）。オールスターでは42得点（オールスター歴代4位）24リバウンドを記録した。
チェンバレンのキャリアでも一際輝く1試合100得点という記録を残したのもこのシーズンだった。それは1962年3月2日のニューヨーク・ニックス戦で起きた。この日ニックスは先発センターのフィル・ジョーダンが欠場しインサイドが手薄だったため、チェンバレンは自由にプレイすることができ、第3Qが終了した時点で69得点を記録していた。3カ月前には自己最高となる78得点を記録しており、チェンバレンが自身の記録を更新するのはもはや確実であった。そこでウォリアーズのチームメイトはチェンバレンに積極的にボールを回した。一方ニックスは目の前でチェンバレンが大記録を成し遂げることを阻止しようとし、チェンバレン以外の選手にボールが渡るたびにファウルを仕掛け、一方ウォリアーズ側も時計を止めるためにファウルを仕掛けたため、試合はファウルの応酬となった。そのため試合自体は決して美しいものではなかったが、チェンバレンは着々と点を積み重ね、観客もチェンバレンの大記録を期待した。そして残り時間46秒、チェンバレンのシュートが決まり、彼のこの日の得点はついに100に達した。その瞬間、興奮した観客がコートになだれ込んだため、試合は残り46秒を残したまま終了となった。試合はウォリアーズが169-147で勝利し、両チームあわせた316得点は当時のNBA記録となった。またこの日はチェンバレンのフリースローがよく決まり、32本のうち28本を決め、またフィールドゴールも63本のうち36本を決めた（フリースロー試投数以外は全てNBA記録）。なおこの試合の映像は残っておらず、ラジオの音声テープと試合直後に記者から渡された『100』の数字を書いた紙を手に撮った写真のみが、この偉業を今に伝えている。また1月13日のシカゴ・パッカーズ戦で73得点、12月8日のロサンゼルス・レイカーズ戦でも78得点を記録しており、NBAの1試合得点記録の歴代トップ4のうち、3つがチェンバレンの記録となっている。
詳細はWilt Chamberlain's 100-point game（Wikipedia 英語版）を参照

#### 再びセルティックスの壁
しかしいくらチェンバレンが100得点を記録しようが、毎試合50得点記録しようが、20本以上ものリバウンドを奪おうが、最後には決まってセルティックスが彼の前に立ちはだかった。1回戦では3年連続の対決となるナショナルズを破ると、デビジョン決勝で1年を置いてセルティックスと2度目の対決を迎えた。この時点でセルティックスはすでに4度の優勝、連覇記録を3つにまで伸ばして、無敵の名をほしいままにしており、そしてビル・ラッセル、ボブ・クージー、トム・ヘインソーン、サム・ジョーンズ、フランク・ラムジー、K.C.ジョーンズ、ジム・ロスカトフら今やセルティックスのホームアリーナの天井をバナーで埋め尽くす名が並ぶ陣容を揃え、60勝を挙げたこのシーズンのセルティックスは、後に八連覇時代最強と謳われるほどの充実振りを見せていた。一方のウォリアーズもポール・アリジン、トム・ゴーラら後に殿堂入りする名選手や、トム・メシェリー、アル・アットルスらウォリアーズの永久欠番となる選手、ガイ・ロジャースなどの名選手が揃っていた（レギュラーシーズンは49勝を挙げている）。シリーズは接戦となり、第7戦までもつれたが、最後はサム・ジョーンズのクラッチシュートが決まり、ウォリアーズは惜敗した。
失意のうちにシーズンを終えると、チェンバレンに対しては「毎試合50得点を記録しながらチームを優勝に導けなかった」として非難の声が高まった。またチェンバレンはこのシーズンに様々な超人的な記録を打ち立てながらも、シーズンMVPを獲得したのはビル・ラッセルだった。
オフに入ると、これまでチェンバレンの最大の擁護者だったゴッドリーブ球団オーナーが、チームを売却。ウォリアーズは85万ドルでサンフランシスコの実業家団体の手に渡った。ウォリアーズは東海岸のフィラデルフィアから西海岸のサンフランシスコに本拠地を移し、サンフランシスコ・ウォリアーズとなった。しかしこの本拠地移転はチームの崩壊を意味し、家族の居るフィラデルフィアを離れることを嫌ったポール・アリジンは引退し、ホームシックになったトム・ゴーラはシーズン中にニューヨーク・ニックスへのトレードを希望した。またマクガイアHCは僅か1シーズンで解任され、後任に新米のボブ・フィーリックが選ばれた。
サンフランシスコでの1年目、1962-63シーズンのチェンバレンは前季に引き続き好調を維持し、44.8得点、24.3リバウンドを記録して4年連続の得点王、リバウンド王に輝くが、チームの第2、第3の得点源を失ったウォリアーズは31勝49敗の成績に終わり、プレーオフすら逃した。

### = コーチ・ハナムとの出会い=
オフになるとフィーリック新米コーチはすぐに解任された。そして彼にかわってウォリアーズの新ヘッドコーチに招かれたのが、アレックス・ハナムだった。ハナムはチェンバレンにとってNBAキャリアの中で初めて出会うタイプのコーチだった。最初のコーチ、ニール・ジョンストンはコーチとしてのキャリアはまだ浅く、そしてフランク・マクガイア、ボブ・フィーリックはヘッドコーチとしては新米であり、またフィラデルフィア時代はゴッドリーブ球団オーナーの意見がチームの戦術にも色濃く反映されていた（チェンバレンが怪物じみた成績を残せたのはゴッドリーブの意見も理由の一つだった）。しかしハナムはすでにNBAで優勝経験もある百戦錬磨のヘッドコーチであり、またサンフランシスコではゴッドリーブの意見を聞く必要は無く、そして何よりハナムはチェンバレンに意見を言えるコーチだった。ハナムはヘッドコーチに就任するとすぐにチェンバレンに要求した。シュートの機会を減らし、もっとチームメイトとボールを分かち合うこと。もっとディフェンスに力を入れること。2つともチェンバレンにとっては受け入れがたいものであり、2人の最初の出会いは不幸な形となった。
しかしチェンバレンは度々ハナムと口論となりながらも、コーチの要求通りにプレイスタイルを変化させた。このシーズンのチェンバレンの平均得点はキャリア最低となる（それでもリーグ1位の）36.9得点、フィールドゴール試投数はキャリアで初の平均30本を割る28.7本となり、ボールをチームメイトと分け合うことでアシスト数はキャリア平均を大幅に上回る5.0アシストを記録した。
またこの年はハナム以外にももう1人との貴重な出会いがあった。新人ネイト・サーモンドがウォリアーズに加入したのである。後に時代を代表するセンターの1人となるサーモンドは初めてインサイドでチェンバレンと肩を並べてプレイできる存在となり、新しいコーチと2人のビッグマンに率いられてウォリアーズは1963-64シーズンにプレーオフに復帰。プレーオフも勝ち抜いて、チェンバレンにとっては初のファイナルに進出した。

#### またもやセルティックスの壁
ウエスタン・デビジョンの覇者、ウォリアーズをファイナルで待っていたのは、イースタン・デビジョンの覇者、セルティックスだった。ウォリアーズが西海岸でもがいている間にもセルティックスは連覇記録を伸ばし続けており、この年も悲願の優勝を目指すチェンバレンの前に立ちはだかった。シリーズはチェンバレンがウォリアーズに加入して以来、プレーオフ対セルティックス戦での最短となる5試合で決着がつき、1勝4敗でまたもやウォリアーズは敗れた。
翌1964-65シーズンに入ると、ウォリアーズは財政難に陥り、高給取りのチェンバレンを放出せざるを得なくなった。チェンバレンはシーズン中にフィラデルフィア・76ersにトレードされることになった。トレード内容はチェンバレンの見返りとしてポール・ノイマン、コーニー・ディアキング、リー・シェーファーに加え15万ドルという、当時としては大規模なものだった。チェンバレンを放出したウォリアーズのオーナーの一人、フランクリン・ミューリーは「チェンバレンは、簡単には愛せない男だった。サンフランシスコのファンも、彼を愛することはできなかった」と語っている。

### 76ers時代
チェンバレンは5シーズンと半分を過ごしたウォリアーズに別れを告げ、西海岸のサンフランシスコから再び故郷、東海岸のフィラデルフィアに戻った。かつてはウォリアーズのライバルチームだった76ers（旧シラキュース・ナショナルズ）は、勝率5割前後を行き来する中堅チームだったが、ハル・グリアやラリー・コステロ、ルーシャス・ジャクソン、チェット・ウォーカーと駒は揃っていた。チームリーダーのグリアやポジションが被るジャクソンとは一定の緊張感はあったものの、チェンバレンは新しいチームに上手く溶け込むことが出来た。一方でコーチとは再びぶつかり、ドルフ・シェイズHCとは意見で対立していた。チェンバレンの1964-65シーズンは34.7得点、22.9リバウンドを記録し、6年連続で得点王に輝いている（リバウンド王はキャリアで初めて逃した）。チームは40勝40敗と辛うじて勝率5割を維持してプレーオフに進出し、オスカー・ロバートソン率いるシンシナティ・ロイヤルズを破ってデビジョン決勝に進出した。

#### そしてセルティックスの壁
そして76ersの前に立ちはだかるのが当時ファイナル六連覇中のセルティックスだった。76ersはディビジョン首位のセルティックスに善戦し、シリーズは第7戦に突入。そして第7戦では両チームのエースセンターが激戦を繰り広げ、チェンバレンは30得点、32リバウンドを記録すると、ラッセルは16得点、27リバウンド、8アシストを記録した。試合終盤、リードするセルティックスを追いかける76ersは、チェンバレンがラッセルの上から2本のフリースロー、1本のスラムダンクを決めてその差を1点にまで縮める。ラッセルがスローインをミスしたためボールの保持権は76ersに渡り、逆転の芽が出てきた。タイムアウト後、スローインはハル・グリア。グリアのインバウンドパスは、しかし突如現れたセルティックスのジョン・ハブリチェックに奪われた。ハブリチェックがボールをキープするためにコートを駆け巡るなか、アリーナには試合終了を告げるブザーが鳴り響き、チェンバレンは最後のプレーに一度もボールに触れることができないまま、チームの敗北を見つめた。
この敗北でついに周囲はチェンバレンを「敗者」呼ばわりするようになった。また1965年4月発行のスポーツ・イラストレイテッド誌のインタビューで、チェンバレンはコーチやチームメイトを非難するコメントを寄せ、周囲の反感を一層強めた。 
チェンバレンが本格参戦した1965-66シーズンの76ersは55勝25敗の好成績を記録し、チェンバレン本人もシーズン平均33.5得点、24.6リバウンドを記録し、7年連続の得点王と5回目のリバウンド王に輝き、さらにルーキーイヤー以来となる2度目のシーズンMVPも獲得した。チームとしても個人としても好調のように見えたが、しかし当時チェンバレンはニューヨークとフィラデルフィアを行き来する生活を送っていたため、チーム練習にも遅れて参加しており、彼だけを特別扱いするシェイズHCにチームメイトや球団オーナーから不満の声が上がった。
とは言え55勝をあげた76ersに対し、セルティックスはこのシーズン54勝26敗と1960年代以降最悪の数字で、ディビジョン首位の座がセルティックスから移動するのは実に10年ぶりのことであり、いよいよ王朝衰退の時を迎えたかに見えた。そしてその引導を渡すのは、76ersとチェンバレンのはずだった。しかし終わってみれば、セルティックスとのデビジョン準決勝は1勝4敗で76ersの完敗だった。シリーズ最初の2試合はセルティックスが勝利し、この間チェンバレン以外のシュート成功率は40%以下に沈んだ。スポーツ記者のジョー・マクギニスは「セルティックスは王者としてプレイし、76ersはただプレイしているだけだ」と辛辣なコメントを残している。第3戦ではチェンバレンの31得点、27リバウンドの活躍で76ersが勝利するが、しかしチェンバレンは第4戦の前のチーム練習への参加を「とても疲れているから」と拒否し、シェイズの「せめて少しのフリースローの練習だけでも」という声にも耳を貸さなかった。そして第4戦、第5戦ではチェンバレンが46得点、34リバウンドを記録するも連敗を喫し、76ersのシリーズ敗退が決まった。チェンバレンにとってはキャリア7年目にして5回目のセルティックスによるプレーオフ敗退だった。

#### ハナムとの再会、そして…
オフにシェイズHCが解任され、そして新たに招聘されたのがアレックス・ハナムだった。チェンバレンと再会したハナムは、前回と変わらず「ボールをチームメイトと分け合うこと」「ディフェンスに力を入れること」を要求した。チェンバレンとハナムはやはり衝突し、チェット・ウォーカーによれば2人が殴り合いになるのを度々割って入らなければならなかったという。過去、チェンバレンの頑強な態度に多くのヘッドコーチが頭を悩ませ、そして多くのヘッドコーチが解任されたが、ハナムは決して引き下がらず、誰が上司であるかを部下に示した。
さしものチェンバレンも過去5回のセルティックスによる屈辱に、自身のプレースタイルを見つめ直さずにはいられなかった。そして新シーズンを迎え、チェンバレンのプレースタイルに劇的な変化が見られた。このシーズンのチェンバレンの成績は24.1得点、24.6リバウンド、7.8アシスト。平均24.1得点はキャリア初の30点割れであり、平均フィールドゴール試投数14.2本はキャリア初の30本割れ、いずれも平均50.4得点をあげた1961-62シーズンに比べると半分以下の数字であり、チェンバレンはNBA8年目にして初の得点王のタイトルを逃した。得点は下がったがその分シュート精度は大幅に向上してフィールドゴール成功率はリーグ史上初の60%越えとなる68.3%を記録してリーグ1位となり、またチームメイトとボールを分かち合うことで彼のアシスト能力が発揮され、7.8アシストはリーグ3位の好成績だった。ディフェンス面では通算1,957リバウンドはリーグ1位となり、6回目のリバウンド王に輝いている。チェンバレンの変化はプレースタイルだけに留まらず、チームメイトへの態度、オフコートでの振舞いにも表れ、ハル・グリアを強烈なジャンプシューター、ワリー・ジョーンズを優れたディフェンダー、アウトサイドスコアラーとして賞賛。プライベートではチームメイトたちをレストランに誘い、その金額の全てをチェンバレンが払った。
チェンバレンの変化はそのまま76ersの成功に直結した。76ersは開幕から46勝4敗と怒涛の勢いで勝ち続け、最終的には68勝13敗。この成績は当時の歴代最高勝率だった。得点がチーム全体に分散したことで効率よくオフェンスが展開し、76ersの平均得点は前季の117.3点から125.2得点と大幅な伸びを見せている。チェンバレンは自身3度目のシーズンMVPを獲得した。
そして運命の時が訪れた。プレーオフ、ディビジョン決勝でセルティックスと対決。セルティックスはチームを伝説的な八連覇に導いたレッド・アワーバックがコーチ職を辞し、後任にビル・ラッセルが選手兼任のままヘッドコーチに就任、こちらも76ersほどではないにしろ、60勝21敗と好調のシーズンを送っていた。しかし八連覇中の絶対王者、セルティックスでさえも、このシーズンの76ersの敵ではなかった。第1戦では早くもチェンバレンが爆発、24得点、32リバウンド、13アシスト、12ブロックのクアドルプル・ダブルを達成し（ただし当時はブロックを正式に記録していなかったため、公式記録とはなっていない）、ハル・グリアは39得点を記録し、チームは127-112で勝利した。第2戦、第3戦も76ersが連勝し、第3戦ではチェンバレンが41リバウンドを記録した。セルティックスは第4戦で121-117で勝利し、辛うじて一矢報いたが、第5戦でチェンバレンは29得点、36リバウンド、13アシストを記録し、チームは140-115と圧勝。4勝1敗で76ersがこのシリーズを制し、チェンバレンはNBA8年目にして、ついに悲願の打倒セルティックスを果たした。セルティックスが優勝を逃すのは9年ぶりのことであり、さらにセルティックスがプレーオフでファイナル進出を逃すのは、実に11年ぶりのことであった。チェンバレンと76ersは、長期に渡ってリーグを支配した「セルティックスの軛」を、ついに断ち切ったのである。
ファイナルではチェンバレンのかつてのチームメイトが待っていた。サンフランシスコ・ウォリアーズはチェンバレン退団後酷い不振に陥ったが、リック・バリーの加入やネイト・サーモンドの成長などでこのシーズンにプレーオフに復帰し、ファイナルまで勝ち進んできた。最初の2試合は76ersが勝利したが、その後ウォリアーズも2勝を挙げ、76ersの3勝2敗で第6戦を迎える。試合残り16秒で1点のリードを奪っていた76ersは、逆転を狙ったバリーとサーモンドのピック&ロールをチェンバレンとウォーカーが阻止し、シリーズ4勝目を奪取。ついにチェンバレンにとっては悲願の、76ersにとっても12年ぶりの優勝を決めた。チェンバレンはシリーズ中17.7得点、28.7リバウンド。史上最強のオフェンスマシーンとしてはその得点は大人しいものだったが、これはチェンバレンが不調であったわけではなく、彼がチームプレイヤーとしてプレイした結果だった。チェンバレンは後にこのシーズンの76ersこそが、NBA史上最高のチームだったと豪語しており、またNBAの35周年記念では最も偉大なチームに選ばれている。
ディフェンディングチャンピオンとして臨んだ翌1967-68シーズン、チェンバレンのチームプレイヤーへの傾倒は益々顕著になり、このシーズンは24.3得点、23.8リバウンド、8.6アシストの成績を残し、7回目のリバウンド王と共に、センターとしては史上唯一となるアシスト王にも輝いた。リバウンド王とアシスト王の二冠は史上唯一の例であり、またチェンバレンは史上最長身のアシスト王となった。さらにシーズン中には史上初となるキャリア通算25000得点も達成したほか、2月2日には22得点、25リバウンド、21アシストを記録し、当時史上初となるダブル・トリプル・ダブルを達成した（後に2019年4月2日にラッセル・ウェストブルックが史上2人目の達成者となる）。シーズン終盤には9試合連続トリプル・ダブルを記録（直前の試合では38得点、28リバウンド、9アシストでトリプル・ダブルとはならなかったが、その前の2試合では連続でトリプル・ダブルを記録している）。76ersは前季より勝ち星を減らしたものの、62勝20敗でこのシーズンでは断トツのリーグトップとなり、チェンバレンは2年連続4回目となるシーズンMVPに選出された。

#### 復活するセルティックスの壁
プレーオフ、デビジョン準決勝ではフィジカルなプレイが売りのニューヨーク・ニックスと対決。76ersは4勝2敗でニックスを退けたものの、ニックスの激しいプレイに貴重なシックスマンだったビリー・カニンガムが戦線離脱し、さらにハル・グリアやルーシャス・ジャクソン、そしてチェンバレンまでもが故障を抱えた状態で、ディビジョン決勝での対セルティックス戦に臨まなければならなかった。またディビジョン決勝第1戦を翌日に控えた4月4日、公民権運動を指導したキング牧師が暗殺されるという悲劇が起き、76ers、セルティックスの両チームのアフリカ系アメリカ人選手から第1戦をキャンセルしたいという申し出があり、そのような状況で行われた第1戦は「非現実的」、「感情を欠いた」試合と呼ばれ、118-127で76ersが敗れた。チェンバレンはプレーオフのスケジュールの合間を縫って、キング牧師の葬儀に参列している。その後76ersは第2戦に勝利すると、敵地での第3戦、第4戦も連勝。過去に1勝3敗からシリーズを勝利したチームはおらず、76ersのファイナル進出はほぼ決定したかに思われた。しかし八連覇時代の後にセルティックスのエースとして頭角を現してきたジョン・ハブリチェックの活躍により、第5戦、第6戦はセルティックスが勝利。そして迎えた第7戦。この日チェンバレンは34リバウンドを記録した一方で、得点は14点に終わり、フィールドゴールはわずか4/9だった。普段通りの76ersの試合であればチェンバレンは1試合においてローポストで約60回ボールを持つが、この日はわずか23回、第3Qでは7回、第4Qにはわずか2回だけだった。後にハナムHCはチェンバレンにボールを持たせる機会を減らしたことを彼自身が認めており、これについてチェンバレンはハナムを非難している（ハナムはオフに76ersのヘッドコーチを辞任）。前年の76ers優勝はリーグを長年に渡って支配してきたボストン王朝に幕を降ろし、後に続くフィラデルフィア王朝の到来を予感させるものだったが、76ersとチェンバレンは再びセルティックスの前に破れ、セルティックスはこの年も優勝。チェンバレンの栄華は僅か1年で終わってしまった。
オフ、チェンバレンのロサンゼルス・レイカーズへのトレードが決まる。トレード内容は76ersのチェンバレンに対し、レイカーズのダラール・イムホフ、アーチー・クラーク、ジェリー・チェンバースだった。76ersが看板選手を放出したのはチェンバレンからのトレード要求があったからだが、その動機については現在も論争の中にある。スポーツ記者のローランド・レーゼンビーは、チェンバレンが76ersの前オーナー、アイク・リッチマンと結んだ協定（チェンバレンが引退した後、チームのフランチャイズの25%をチェンバレンに与えるという内容）を、次のオーナー、アーヴ・コズロフが破ったことにチェンバレンが腹を立てたためと伝えている。またチェンバレンがフィラデルフィアであまりにも有名になり過ぎたこと、また著名人の知り合いをロサンゼルスに求めたこと、という理由もあげられている。

### レイカーズ時代
1968年7月8日、チェンバレンのビッグトレードが正式に決まった。前季シーズンMVPの選手がトレードされるのは初めてのことだった（1982年のモーゼス・マローンのトレードが2例目）。チェンバレンを獲得したレイカーズのオーナー、ジャック・ケントクックはチェンバレンと先例のない巨額契約、25万ドル（税を差し引いた額）を結び（レイカーズのエース、ジェリー・ウェストでさえ10万ドル（税込み）だった）、チェンバレンは当時のリーグを代表する選手、ジェリー・ウェストとエルジン・ベイラーが所属するチームに参加することになったが、彼の加入は当初、レイカーズに波紋を呼んだ。ウェストはこのトレードでクラークを放出し、さらにエクスパンション・ドラフトでゲイル・グッドリッチが移籍したことでバックコートが手薄になったことに不安を抱いており、また我の強いチェンバレンはチームキャプテンのベイラーとしばしば口論になった。最も大きな問題はブッチ・ヴァン・ブレダ・コルフヘッドコーチとの確執だった。コルフHCはハナムとはまた違った意味でチェンバレンに物を言えるヘッドコーチであり、彼はチェンバレンを侮蔑を込めて「Load（負担、無理をしているといった意味のスラング）」と呼び、お返しにチェンバレンは「この上ない馬鹿で最悪のコーチ」と罵った。選手のキース・エリクソンは「その関係は最初から悲しい運命だった」と語っている。
そんな状況下で迎えたレイカーズでの1年目、1968-69シーズン。コルフHCはシーズン中に数回チェンバレンを先発から外した。これは彼の10年間のNBAキャリアで初めてのことだった。また7年連続得点王に輝いたチェンバレンが、ある試合ではたったの6得点、またある試合では僅かに2得点に終わっている。結局このシーズンのチェンバレンの成績は平均20.5得点とキャリア最低に終わり、またルーキー時代から続いていたオールNBAチーム入りも初めて途絶えるも、リバウンドでは21.1本、通算1712本で8回目のリバウンド王に輝いている。一方レイカーズは前季の52勝から3勝増の55勝と元MVPが加入したにしては劇的な変化は見られなかったが、ケントクック球団オーナーはチケット売り上げが前年より11%伸びたことを喜んだ。

#### セルティックス、最後の対決
プレーオフに入り、レイカーズはデビジョン準決勝でチェンバレンの古巣ウォリアーズを、デビジョン決勝でアトランタ・ホークスを破り、ファイナルに進出。そこでチェンバレンを待っていたのは、またしてもセルティックスだった。チェンバレンの行く先々で尽く立ちはだかるセルティックスだが、レイカーズにとってもセルティックスは長年の仇敵だった。ベイラー、ウェストの2枚看板を擁し、ウエスト・デビジョン屈指の強豪チームとなったレイカーズは1958-59シーズンからの10年の間に7回もファイナルに進出するが、全てセルティックスの前に敗れている。ベイラー、ウェストらレイカーズの面々にとっては優勝と打倒セルティックスは悲願であり、この10年間で唯一セルティックスを破って優勝した経験を持つチェンバレンは、彼らの夢を叶える救世主となるはずだった。レギュラーシーズン55勝のレイカーズに対して、48勝のセルティックスと、レイカーズの悲願が達成される可能性は極めて高いように思われた。
シリーズは最初の2試合をレイカーズがものにするが、続く2試合はセルティックスが勝利。この間チェンバレンは永遠のライバル、ビル・ラッセルによって抑えこまれて良いところがなかったが、第5戦では13得点、31リバウンドを記録し、チームは117-104で勝利した。しかし第6戦では再び8得点に抑えこまれて試合もセルティックスが勝利し、3勝3敗となったシリーズは第7戦に突入した。第7戦を地元ロサンゼルスで戦うレイカーズのケントクック球団オーナーは、地元での優勝を祝うべくホームアリーナのフォーラムの場内を何千もの風船で飾り立てた。チームの勝利を信じて疑わないケントクックが良かれと思ってやったことだったが、この行為はセルティックスの面々の怒りを買い（ジェリー・ウェストも味方のこの行為に気分を害した）、第7戦はセルティックスがレイカーズを圧倒。第3Qが終わった時点で79-91とレイカーズは大差を付けられた。第4Qに入るとレイカーズはウェストが第4戦で痛めた足を引き摺りながらも懸命な巻き返しを見せ、残り3分には100-103にまで追い付いたが、チームが追い上げムードのこの時間帯にチェンバレンはリバウンドの着地に失敗して足を挫いてしまい、ベンチに座っていた。結局ウェストの獅子奮迅の活躍も実らず、試合は106-108でレイカーズの敗北に終わり、レイカーズは1959年から数えて8回目のファイナル敗退となった（この日41得点、13リバウンド、12アシストのトリプル・ダブルを達成したウェストは、この年から新設されたファイナルMVPの初代に選ばれた）。
またしてもセルティックスの前に敗れた後、レイカーズの周囲では大事な第7戦の終盤で6分もの間ベンチに座っていたチェンバレンが論争の的となった。チェンバレンはベンチに下げられるまでに18得点（フィールドゴール7/8）27リバウンドと、彼のバックアップとして出場したメル・カウンツの10得点（フィールドゴール4/13）と比べると遥かに活躍していた。チェンバレンの交代理由は表向きは足首の捻挫だったが、ラッセルはチェンバレンの故障がそれほど酷いとは思っておらず、公然と「彼は仮病だった」と訴えており、一方この交代を指示したコルフHCは「彼はまともに動くことすらできなかった」と答えている。コルフHCはシーズン終了後にレイカーズのヘッドコーチを辞任した。なお、セルティックスはこの優勝をもって大黒柱にしてチェンバレンの永遠のライバル、ラッセルが引退したことで、13年の間に11回の優勝という栄華を極めた時代は終焉を迎えることになり、同時に当時のNBAの最大の呼び物であった"Battle Of Titans"にも幕が降ろされた。チェンバレンがプレーオフでセルティックスと対決するのはこの年が最後となり、結局チェンバレンが彼らを打ち負かすことができたのは76ers時代の1967年、セルティックスを破ってファイナルに進出した時だけだった。

#### 世代交代の波
ボストン王朝は誰に打倒されることなく、自らの幕引きで崩壊した。時代は間もなく1970年代を迎えようとしており、セルティックスと幾度と無く激戦を演じたウェストは31歳、ベイラーは35歳、そしてチェンバレンも33歳となっていた。1969年のNBAドラフトでは次代を担う大物新人、ルー・アルシンダーが指名を受けており（チェンバレンとはアルシンダーが高校生の頃から知る間柄だったが、後に2人の関係は険悪なものとなった）、リーグ全体を徐々に世代交代の波が覆いつつあった。
すでにベテランの域に達しているチェンバレンは1969-70シーズン、膝の故障で70試合を欠場。チェンバレンにとっては過去に経験が無い長期欠場であり、また彼が得点王もリバウンド王も獲得できなかった初めてのシーズンだった。シーズン序盤で故障したチェンバレンは、それでもレギュラーシーズン最後の3試合で復帰。レイカーズはチェンバレンの長期欠場もあって前季を下回る46勝36敗に終わったが、チェンバレンはプレーオフには間に合い、3年連続でファイナルに進出する。ファイナルで待っていたのは近年力を着けてきたニューヨーク・ニックスだった。
主力3人が皆30代のレイカーズに対し、ニックスの主力はエースセンターのウィリス・リードが27歳、ポイントガードのウォルト・フレイジャーが24歳とレイカーズに比べればずっと若い、言わば新世代のチームであり、ボストン王朝時代に何度も優勝を逃してきた古参レイカーズがセルティックス以外の新参者に敗れるわけにはいかなかった。しかしチェンバレンはニュータイプのセンター、リードに苦戦を強いられる。リードはミドルレンジからのシュートを多用するため、故障明けで俊敏さを欠き、ディフェンスの範囲を狭めていたチェンバレンにとっては非常に守りづらいセンターだった。
第1戦ではリードがチェンバレンの上から37得点を叩き出し、124-112でニックスが勝利。しかし第2戦では意地を見せたチェンバレンが19得点、24リバウンドを記録し、試合終了直前にはリードのシュートをブロックしてレイカーズを105-103の勝利に導いた。第3戦ではジェリー・ウェストのベストショットの一つにも挙げられる60フィートからのブザービーターが決まるが、108-111でレイカーズが敗戦。第4戦は再びチェンバレンが18得点、25リバウンドの活躍でレイカーズが勝利し、シリーズを2勝2敗のタイに戻す。ここまで実力伯仲の両者だったが、第5戦でレイカーズは失態を演じる。この試合でニックスは大黒柱のリードが足を負傷し、戦列を離れるというアクシデントに見舞われた。これでインサイドにチェンバレンを有するレイカーズが圧倒的優位に立ったかに思われたが、レイカーズはニックスのアグレッシブなディフェンスの前に後半だけで19のターンオーバーを喫し、さらに後半のウェストのシュートは僅かに3本、チェンバレンにいたっては2本と、レイカーズは2人の得点源を完璧に封じられ、100-107で敗北した。レイカーズにとっては屈辱の敗戦だったが、リードの負傷は右太ももの筋肉を断裂するという深刻なもので、とても試合に出場できる状態ではなく、第6戦はリードの居ないニックスのゴール下でチェンバレンが暴れ回り、45得点、27リバウンドを記録してレイカーズを135-113の圧勝に導いた。そして迎えた第7戦。悲願の優勝に向けて敵地マディソン・スクエア・ガーデンに乗り込んだレイカーズの選手の目に、信じられない光景が飛び込んだ。試合に出場できるはずのないリードがガーデンに現れ、試合前のシュート練習に参加しているのである。この瞬間、リードはガーデンの英雄となり、そして試合開始後リードがニックスの最初の4点を決めたことで、レイカーズ3年連続8回目のファイナル敗退が決まった。リードの勇姿にニックスは鼓舞され、一方のレイカーズは動揺し、前半だけで27点のリードを奪われたレイカーズはその後も追いつくことなく99-113で完敗。13年に及ぶセルティックス支配からようやく解放されたレイカーズの前に待っていたのは、世代交代という抗いがたい時代の流れだった。なお、1960年代のレイカーズの宿敵がセルティックスならば、70年代前半の宿敵はこのニックスであった。
翌1970-71シーズンは全82試合に出場し、シーズン平均20.7得点、18.2リバウンド、4.2アシストを記録してリバウンド王の座を奪回。シーズン前にはゲイル・グッドリッチがレイカーズに復帰したが、エルジン・ベイラーがシーズンをほぼ全休したこともあり、チーム成績は48勝34敗と前季とほぼ一緒だった。プレーオフでは注目の対決が実現する。デビジョン準決勝でシカゴ・ブルズを降したレイカーズはデビジョン決勝でミルウォーキー・バックスと対戦。バックスには1969年にNBA入りし、このシーズンにはMVPを受賞したルー・アルシンダーがおり、チェンバレンとアルシンダーと"Battle Of Titans"の第2幕とも言うべき対決が幕を開けた。第1戦はチェンバレンが22得点、アルシンダーは32得点、第2戦はチェンバレンが26得点、アルシンダーが22得点と両者の力は拮抗していたが、このシーズン66勝を挙げているバックスとレイカーズの力の差は明らかで、さらに第3戦はジェリー・ウェストが故障欠場し、レイカーズは3連敗を喫してしまう。第4戦ではチェンバレンの24得点、24リバウンドの活躍でレイカーズが勝利するが、第5戦で力尽き、1勝4敗でレイカーズは4年ぶりにファイナル進出を逃した。レイカーズにとっては優勝からまた一歩遠ざかった形となったが、この数シーズン評価が下がり気味だった34歳のチェンバレンにとっては、10歳も若いアルシンダーに対して全く引けを取らないプレイを見せたことで改めて評価されたシリーズとなった。

#### 33連勝
1971-72シーズンを迎えるにあたって、レイカーズは大胆な人事を行った。かつて幾度もレイカーズに辛酸を舐めさせたセルティックスの元スターガード、ビル・シャーマンを新ヘッドコーチに迎えたのである。シャーマンはチームに大きな改革をもたらそうとした。その一つがチェンバレンを彼のスコアリングマシーンというイメージから脱却させ、より堅固なローポスト・ディフェンダーに変化させようというものだった。またレイカーズの主要得点源となるウェストとグッドリッチ、フォワードのハッピー・ハーストンらを速攻に走らせるために、リバウンドにより積極的になるよう求めた。シャーマンがチェンバレンに求めた選手像は、まさにチェンバレンの最大のライバル、ビル・ラッセルだった。かつて自分のプレイスタイルを変えようとしたコーチと何度も衝突したチェンバレンだったが、彼はシャーマンの提案を受け入れ、またチーム練習をさぼりがちだったチェンバレンは、シャーマンが導入した朝の非公式練習にも参加するようになった。
そして迎えた新シーズン。キャリア前半に次々と化け物じみた記録を残してきたチェンバレンは、キャリア終盤に差し掛かったこのシーズン、またもやNBAの歴史に燦然と輝く怪物記録を残すことになる。その記録はシーズン開幕から9試合目の後、突然発表されたエルジン・ベイラーの引退から始まる。レイカーズの魂とも言うべきベイラーの引退に、シャーマンは新チームキャプテンをウェストとチェンバレンの両名に任じようとした。しかしウェストは自分が怪我がちなこととよりプレイに集中したいことを理由に、チェンバレンに一任するよう言った。ベイラーの引退という衝撃と新キャプテンのもと、レイカーズは結束し、ベイラーが引退した次の試合から怒涛の勢いで勝ち続けることになる。
レイカーズはとにかく勝ち続けた。11月を無敗、12月も無敗で過ごしたレイカーズは、年を跨いで1972年を迎えてもなお負けなかった。2月になってようやくミルウォーキー・バックスに止められるまでレイカーズが積み重ねた連勝は、33。33連勝はNBAのみならず、アメリカのプロスポーツ史においても空前絶後の最長記録となった。平均19.2リバウンドをあげたチェンバレンは10回目のリバウンド王に輝く。得点では全盛期の数字を遥かに下回る平均14.8得点だったが、シャーマンの要求に応え、リーグ随一のローポストディフェンダーに生まれ変わったチェンバレンはオール・ディフェンシブファーストチームに初選出される。彼のプレイが原動力となり、レイカーズは当時の歴代最高勝率となる69勝13敗の成績でこのシーズンを切り抜けた。
プレーオフではディビジョン準決勝でブルズをスイープし、決勝で再びルー・アルシンダー改めカリーム・アブドゥル＝ジャバー率いるバックスと対決。2年連続となったチェンバレンとジャバーの対決は、LIFE誌によってあらゆるスポーツの中での"The Greatest Macthup"と謳われた。前回は1勝4敗と完敗を喫したレイカーズだが、今回は4勝2敗でバックスを退けた。チェンバレンは特に第7戦で48分フル出場して24得点、22リバウンドを記録し、第4Qに入った時点での10点ビハインドを覆しての勝利に大きく貢献。この日のチェンバレンの活躍ぶりはTIME誌でも絶賛された。
ファイナルでは2年前にレイカーズに苦杯を舐めさせたニックスと2度目の対決。ニックスは2年前の対決で大怪我を負って以来そのパフォーマンスに低下が見られるウィリス・リードをサポートするために、ジェリー・ルーカスを獲得していたが、チェンバレンに対してはサイズ不足であると指摘されていた。第1戦ではそのルーカスのアウトサイドシュートがよく決まり、レイカーズが大事な初戦を落としてしまうが、第2戦ではチェンバレンがルーカスをファウルトラブルに陥れた上にもう1人のインサイドの柱、デイブ・ディバッシャーが故障で戦線離脱し、106-92で勝利した。第3戦ではチェンバレンの26得点、20リバウンドの活躍で連勝。第4戦ではチェンバレンがファウルトラブルに陥ってしまい、ファウルアウトまであと1つに迫っていた。過去にファウルアウトしたことがないチェンバレンは、この事に強い誇りを持っていたが、彼は自身の誇りよりもチームの勝利を最優先し、その後も攻撃的なディフェンスを繰り広げ、オーバータイムではルーカスから2本のブロックを決めた。レイカーズはゲームハイとなるチェンバレンの27得点の活躍で第4戦を勝利し、またチェンバレンもついにファウルアウトせずに自身の誇りも守った。しかしこの日の奮闘はチェンバレンに新たな試練を与えていた。チェンバレンはコートに転倒した際、自分の右手を踏んでしまい、骨折してしまったのである。チェンバレンは第5戦にアメリカンフットボール用の肩パッドを当てて強行出場する。チームドクターからは鎮痛剤を注射しようと提案したが、チェンバレンはシュートタッチが狂うことを恐れ、その提案を拒否し、激痛に耐えながら第5戦を戦った。そしてチェンバレンは24得点を記録し、チームを114-110の完勝に導く。レイカーズにとっては実に18年ぶりの、そしてチェンバレンにとっては5年ぶり2度目の優勝が決まった。シリーズ中攻守共にレイカーズを牽引し、第5戦では痛みを押してのプレイで精神的にもレイカーズを鼓舞したチェンバレンは、文句なしのファイナルMVPを初受賞。翌年に引退するチェンバレンに、訪れた最後の栄光の時だった。
ディフェンディングチャンピオンとして臨んだ1973-74シーズンはフリン・ロビンソンとリロイ・エリスがチームを去り、ハッピー・ハーストンは故障でシーズンの大半を欠場、ウェストは慢性的な故障に悩まされるなど多難に見舞われたが、それでも60勝を記録。チェンバレンは得点アベレージはさらに下がり平均13.2得点に終わったが、平均18.6リバウンドを記録して11回目のリバウンド王に輝く。さらにこのシーズン記録したフィールドゴール成功率72.7%という数字（ちなみにこのシーズンのフリースロー成功率は51.0%だった）は、チェンバレンが最後に残した当時のNBA歴代最高記録となった（後に2019-20シーズンにミッチェル・ロビンソンがフィールドゴール成功率74.2%とし、記録を更新した）。
チェンバレンの底力と新リーディングスコアラーとなったグットリッチの活躍で、レイカーズはプレーオフも勝ち上がってファイナルに進出。2年連続3回目となるニックスとの対決を迎えた。前回は故障に泣かされたニックスだったが、リードを始め多くの主力選手が健康のままファイナルを迎えており、一方レイカーズはウェスト、ハーストンなど主力に幾人かの故障者を抱えており、決して万全ではなかった。第1戦はレイカーズが115-112で勝利するが、続く第2戦、3戦を連敗し、さらにウェストが故障を悪化させてしまった。先発の5人に戦力が集中しているレイカーズは彼らに替わるベンチメンバーがおらず、先発の故障は即戦力の大幅ダウンに繋がってしまい、結局4連敗を喫し、王座をニックスに譲った。チェンバレンは第5戦で23得点、21リバウンドの奮闘を見せたが、周囲も、そしてチェンバレン本人も、これが怪物センターとしてリーグに君臨し続けた巨人のラストゲームになるとは予期していなかった。

### 引退
ファイナルを敗退して迎えた1973年のオフシーズン。チェンバレンのもとにNBAのライバルリーグ、ABAのサンディエゴ・コンキスタドアーズから選手兼コーチとして60万ドル契約のオファーが来た。チェンバレンはこれにサインしたが、スター選手を奪われるわけにはいかないレイカーズは、まだオプション契約が残っているとしてチェンバレンがコンキスタドアーズでプレイすることを妨害し、結局NBAの巨人がABAのコートに立つことはなかった。コンキスタドアーズにはコーチとして参加したチェンバレンだが、実際の指揮はアシスタントコーチのスタン・アルベックが執っていた。選手時代は直感的にプレイしていたチェンバレンにとって、コーチという職は性格にあわず、退屈なものと感じたようであり、さらに毎晩観客で埋まるザ・フォーラムでプレイしてきたチェンバレンにとって、空席が目立つサンディエゴでの日々はあまり魅力のあるものではなかった。チェンバレンは1973-74シーズンが終わると共に、プロバスケットボールの世界から引退することを決意。選手としての14年とコーチとしての1年、15年間に及ぶバスケットのキャリアに幕を降ろした。

## 個人成績

### NBA

#### レギュラーシーズン
| シーズン     | チーム       | GP   | MPG   | FG%   | FT%  | RPG   | APG  | PPG   |
| ------------ | ------------ | ---- | ----- | ----- | ---- | ----- | ---- | ----- |
| 1959–60      | PHW          | 72   | 46.4* | .461  | .582 | 27.0* | 2.3  | 37.6* |
| 1960–61      | PHW          | 79*  | 47.8* | .509* | .504 | 27.2  | 1.9  | 38.4* |
| 1961–62      | PHW          | 80*  | 48.5  | .506  | .613 | 25.7* | 2.4  | 50.4  |
| 1962–63      | SFW          | 80*  | 47.6* | .528* | .593 | 24.3* | 3.4  | 44.8* |
| 1963–64      | SFW          | 80*  | 46.1* | .524  | .531 | 22.3  | 5.0  | 36.9* |
| 1964–65      | SFW          | 38   | 45.9  | .499  | .416 | 23.5  | 3.1  | 38.9  |
| 1964–65      | PHI          | 35   | 44.5  | .528  | .526 | 22.3  | 3.8  | 30.1  |
| 1964-65計    | PHI          | 73   | 45.2  | .510* | .464 | 22.9  | 3.4  | 34.7* |
| 1965–66      | PHI          | 79   | 47.3* | .540* | .513 | 24.6* | 5.2  | 33.5* |
| 1966-67†     | PHI          | 81*  | 45.5* | .683* | .441 | 24.2* | 7.8  | 24.1  |
| 1967–68      | PHI          | 82   | 46.8* | .595* | .380 | 23.8* | 8.6* | 24.3  |
| 1968–69      | LAL          | 81   | 45.3* | .583* | .446 | 21.1* | 4.5  | 20.5  |
| 1969–70      | LAL          | 12   | 42.1  | .568  | .446 | 18.4  | 4.1  | 27.3  |
| 1970–71      | LAL          | 82   | 44.3  | .545  | .538 | 18.2* | 4.3  | 20.7  |
| 1971-72†     | LAL          | 82   | 42.3  | .649* | .422 | 19.2* | 4.0  | 14.8  |
| 1972–73      | LAL          | 82*  | 43.2  | .727* | .510 | 18.6* | 4.5  | 13.2  |
| 通算：15年   | 通算：15年   | 1045 | 45.8  | .540  | .511 | 22.9  | 4.4  | 30.1  |
| オールスター | オールスター | 13   | 29.8  | .590  | .500 | 15.2  | 2.8  | 14.7  |

#### プレーオフ
| シーズン   | チーム     | GP  | MPG  | FG%  | FT%  | RPG  | APG | PPG  |
| ---------- | ---------- | --- | ---- | ---- | ---- | ---- | --- | ---- |
| 1961       | PHW        | 9   | 46.1 | .496 | .445 | 25.8 | 2.1 | 33.2 |
| 1962       | PHW        | 3   | 48.0 | .489 | .553 | 23.0 | 2.0 | 37.0 |
| 1963       | PHW        | 12  | 48.0 | .467 | .636 | 26.6 | 3.1 | 35.0 |
| 1965       | SFW        | 12  | 46.5 | .543 | .475 | 25.2 | 3.3 | 34.7 |
| 1966       | PHI        | 11  | 48.7 | .530 | .559 | 27.2 | 4.4 | 29.3 |
| 1967       | PHI        | 5   | 48.0 | .509 | .412 | 30.2 | 3.0 | 28.0 |
| 1968†      | PHI        | 15  | 47.9 | .579 | .388 | 29.1 | 9.0 | 21.7 |
| 1969       | PHI        | 13  | 48.5 | .534 | .380 | 24.7 | 6.5 | 23.7 |
| 1970       | LAL        | 18  | 46.2 | .545 | .392 | 24.7 | 2.6 | 13.9 |
| 1971       | LAL        | 18  | 47.3 | .549 | .406 | 22.2 | 4.5 | 22.1 |
| 1972       | LAL        | 12  | 46.2 | .455 | .515 | 20.2 | 4.4 | 18.3 |
| 1972†      | LAL        | 15  | 46.9 | .563 | .492 | 21.0 | 3.3 | 14.7 |
| 1974       | LAL        | 17  | 47.1 | .552 | .500 | 22.5 | 3.5 | 10.4 |
| 出場：13回 | 出場：13回 | 160 | 47.2 | .522 | .465 | 24.5 | 4.2 | 22.5 |

## 引退後
引退後のチェンバレンは様々なビジネスを展開して成功を収めている。「Big Wilt's Smalls Paradise」という人気ナイトクラブを経営し、馬主にもなった。またスポーツ産業にも力を入れ、バスケ、陸上競技、バレーボール、ソフトボールなどの複数のチームを後援、あるいは所有した。
1984年にはアーノルド・シュワルツェネッガー主演の映画「キング・オブ・デストロイヤー/コナンPART2」（Conan the Destroyer）に出演している。1991年に出版した自伝で、チェンバレンは2万人の女性と性的関係を持ったと述べている。この数字自体は現実的ではないが、当時はマジック・ジョンソンがエイズ感染を理由に引退した時期でもあり、その軽率さを批判する声もあった。
引退後も度々チェンバレン復帰の噂が上がることがあり、本人もプレイできると豪語していた。実際に45歳の時にはクリーブランド・キャバリアーズから、50歳の時にはニュージャージー・ネッツから復帰のオファーがあったが、チェンバレンは共に断っている。

## バスケットボール以外のスポーツ
引退後はバレーボール、モータースポーツ、ボクシングにも出場した。1966年にはカンザスシティ・チーフスからフットボール選手として参加を要請された。1999年のインタビューによると1971年にはボクシングのヘビー級王者、モハメド・アリの対戦相手としてファイトマネー500万ドルのオファーが舞い込み、トレーナーにはカス・ダマトの名が挙がっていたが、結局これは実現しなかったようである。
バレーボールはチェンバレンにとってバスケットにかわって新たに見出した活躍の場となった。1974年に新しく設立されたインターナショナル・バレーボール・アソシエーション（IVA）の役員となり、翌年には会長に就任、また自身も選手として試合に出場している。彼が出場し、MVPも獲得したIVLオールスターゲームはIVLの試合で唯一テレビ放送された試合であり、IVLにとってのチェンバレンの重要性を物語っている。

## 私生活

### 生い立ち
ウィルト・チェンバレンは父ウィリアムと母オリヴィアの11人の子供の1人として生まれた。兄弟は2人、姉妹は6人で、残る2人はチェンバレンが生まれる前に亡くなっている。家は中流家庭で人種差別や貧困、宗教的な問題など、当時の黒人の多くが味わった苦しみとはあまり縁の無い幼少期を過ごすことが出来た。家政婦のオリヴィアはしばしばユダヤ人の家庭で働いたので、チェンバレン家はユダヤ文化に親しかった。10代の頃はその長身と吃音症のため周囲から馬鹿にされ、傷つきやすく内向的な性格だったが、高校でスポーツ選手として活躍するようになるにつれ、後の自信家で豪胆な性格が完成されていったようである。しかし傷つきやすい点は残り、後の「誰もゴリアテを愛さない」などの発言に繋がった。

### スター選手の私生活
現役時代のチェンバレンはNBA1の稼ぎ手であり、ルーキー時に結んだ3万ドル契約は他の現役スター選手を差し置いての当時歴代最高額だった。また年10万ドルを稼ぐNBA初の選手であり、レイカーズに在籍した期間は約150万ドルを稼いだ。76ers時代にはニューヨークに居を構え、フィラデルフィアと行き来するという豪勢な生活を送っており、また夜の生活も派手でシーズン中もしばしば夜遅くまで遊びにふけっては、正午に起床していたという。レイカーズ時代にはロサンゼルスのベル・エアーに「Ursa Major（大熊座）」と呼ばれた100万ドルの大邸宅を建設し、夜な夜なパーティーを開いては、後に悪評を呼ぶ性生活を送った。また多数の高級車も買い揃えた。

### 交友関係・ライバル
チェンバレンはしばしば自己中心的な性格であったと言われるが、交友関係は幅広く、多くの人と良好な関係を築き、また同時代の選手の多くが彼のバスケット選手としての才能に留まらず、人間性も賞賛する言葉を残している。特にファンへの接し方は高く評価されており、サインにも気軽に応じ、時には試合のチケットをプレゼントしていた。
チェンバレンの最大のライバルとされるビル・ラッセルとも長い間親友と言ってよい関係を築いており、チェンバレンはしばしば感謝祭にラッセルを招いていた。しかし優勝の回数でラッセルと不均衡が生じると、両者の関係はこじれ、そして1969年のファイナル第5戦でチャンバレンが途中でベンチに下がったことについて、ラッセルが「逃げ出した」と発言したことで、2人の関係は崩れた。1997年にラッセルがインタビューで公式に謝罪するまでの20年以上もの間、2人は直接会話することはなかった。
カリーム・アブドゥル＝ジャバーとは、彼が高校生の頃からの知り合いであり、ジャバーにとってチェンバレンはアイドルだった。しかし2人がプロの世界で競うようになると関係は悪化し、互いを激しく批判しあうようになった。ラッセルとは和解したチェンバレンだが、ジャバーとの関係は最後まで修復されることはなかった。
数々の女性と関係を持ったとされるが、生涯独身だった。

### 巨人の死
チェンバレンは心臓に持病を抱えていた。1992年には不整脈で3日間入院している。そして1999年、彼の状態は急速に悪化、そして10月12日、ベル・エアーの自宅で睡眠中に心臓発作に襲われ急逝。63歳の早すぎる死だった。
チェンバレンの死にラッセルは「我々の激しい競争は、我々を永遠に結束させた」と述べて哀悼の意を表し、レッド・アワーバックはNBAの成功に不可欠な存在だったと彼の功績を称賛した。また殿堂入り選手のジャバー、ジョニー・カー、ウェス・アンセルドやフィル・ジャクソンらは、スポーツ史上最も偉大な選手の一人と讃えた。
チェンバレンの死の4日後の10月16日、南カルフォルニア一帯を大きな地震が襲った。人々は「The Big DipperがThe Biggest Dipperのもとに辿り着いたに違いない」と冗談を口にした。

## 業績

### 受賞歴・スタッツリーダー
NBA
- NBAシーズンMVP：4回（1960年、1966年 - 1968年）
- オールNBAファーストチーム：7回（1960年 - 1962年、1964年、1966年 - 1968年）
- オールNBAセカンドチーム：3回（1963年、1965年、1972年）
- NBAオールディフェンシブ・ファーストチーム：2回（1972年、1973年）
- NBA新人王：1960年
- NBA得点王：7回（1960年 - 1966年）
- NBAリバウンド王：11回（1960年 - 1963年、1966年 - 1969年、1971年 - 1973年）
- シーズン平均出場時間1位：9回（1960年 - 1964年、1966年 - 1969年）
- NBAフィールドゴール成功率リーダー：9回（1961年、1963年、1965年 - 1969年、1972年、1973年）
- 1978年にバスケットボール殿堂入り
- 1996年に「NBA50年間の偉大な50人の選手」に選出。
- 2003年にSLAMマガジンが選ぶ「NBA選手歴代Top75」において2位。ESPNによる「20世紀最高の北米スポーツマン」において13位。
- 生涯着け続けた背番号『13』はカンザス大学、ハーレム・グローブトロッターズ、ゴールデンステート・ウォリアーズ、フィラデルフィア・76ers、ロサンゼルス・レイカーズにおいて計5回永久欠番となった。

### 主な記録
通算試合出場：1045試合
通算得点：31419点 （1試合平均 30.06点）引退時はNBA記録（後にカリーム・アブドゥル＝ジャバーが記録を更新。）
通算リバウンド：23924本（1試合平均 22.9本）
通算アシスト：4643本（1試合平均 4.4本）
- 得点
  - シーズン平均得点歴代1位：50.4点[8]

　（1961-62シーズン）　※歴代2位～4位もチェンバレンが保持。
- - シーズン通算得点歴代1位：4029点[9]（1961-62シーズン）※歴代2位、4位、5位もチェンバレンが保持。
  - 1試合最多得点歴代1位：100点[8]　（1961-62シーズンの3月2日、対ニューヨーク・ニックス戦）※歴代3位もチェンバレンが保持。
  - 1つのシーズンでの50得点以上達成回数歴代1位：45回[9]（1961-62シーズン）※歴代2位もチェンバレンが保持。
  - 1つのシーズンでの40得点以上達成回数歴代1位：63回[9]（1961-62シーズン）※歴代2位もチェンバレンが保持。
  - 7年連続得点王はマイケル・ジョーダンと並ぶ歴代最長記録[9]。
  - キャリア通算60得点以上達成回数32回、50得点以上達成回数118回、40得点以上達成回数271回はいずれも歴代最多記録。
  - 7試合連続50得点以上達成、14試合連続40得点以上達成、65試合連続30得点以上達成、126試合連続20得点以上達成はいずれも歴代最長記録。
  - ルーキーシーズン平均得点[9]、通算得点、1試合最多得点はいずれも歴代1位。
  - 499試合目での通算20000得点達成、941試合目での通算30000得点達成はいずれも歴代最速。
  - オールスターゲーム1試合得点歴代4位：42点（1962年）
  - キャリア通算平均得点歴代2位：30.06点※1位はマイケル・ジョーダン。
  - キャリア通算得点歴代7位：31419点

- リバウンド
  - キャリア通算リバウンド数歴代1位：23924リバウンド[9]
  - キャリア通算平均リバウンド数歴代1位：22.9リバウンド[9]
  - リバウンド王11回は歴代1位[9]
  - シーズン通算1000リバウンド以上達成回数歴代1位：13回[9]
  - シーズン平均リバウンド数歴代1位：27.2リバウンド[9]（1960-62シーズン）※歴代2位、3位もチェンバレンが保持。
  - シーズン通算リバウンド数歴代1位：2149リバウンド[9]（1960-62シーズン）※歴代1位から7位までをチェンバレンが保持。
  - 1試合最多リバウンド数歴代1位：55リバウンド[9]（1960-61シーズンの11月24日、対ボストン・セルティックス戦）
  - ルーキーシーズン平均リバウンド数、1試合最多リバウンド数はいずれも歴代1位。
  - プレーオフ1試合歴代最多リバウンド数歴代1位：41リバウンド（1967年4月5日、対セルティックス戦）
  - キャリアで2度、シーズン通算2000リバウンド以上を達成した史上唯一の選手。

- その他の歴代最長記録
  - 連続トリプル・ダブル達成回数歴代2位：9試合（1967-68シーズン）※1位はラッセル・ウェストブルック。

- 出場時間に関する記録
  - 5年連続8回のシーズン平均出場時間1位は歴代最多。
  - キャリア通算平均出場時間歴代1位：45.8分
  - シーズン平均出場時間歴代1位：48.5分（1961-62シーズン）
  - シーズン通算出場時間歴代1位：3,882分（1961-62シーズン）※歴代2位、4〜6位もチェンバレンが保持。
  - シーズン1試合フル出場回数歴代1位：全80試合のうち79試合（1961-62シーズン）
  - 連続1試合フル出場回数歴代1位：47試合（1961-62シーズン）
  - 14年の現役キャリアにおいて、レギュラーシーズン、プレーオフともにファウルアウトしたことはない。

- フィールドゴール成功率などに関する記録
  - 5年連続フィールドゴール成功率1位はシャキール・オニール、デアンドレ・ジョーダンと並んで歴代最長。
  - 1シーズンにおけるフィールドゴール成功率歴代2位：72.7%（1972-73シーズン）※1位はミッチェル・ロビンソン。
  - フィールドゴール連続成功回数歴代1位：35本（1966-67シーズン中に記録）
  - 1967年2月24日のボルティモア・ブレッツ戦では15本全てのフィールドゴールを決めた。フィールドゴールを全て決めた試合において、フィールドゴール15本という数字は歴代最多。
  - フィールドゴール試投数、成功数、フリースロー試投数、成功数に関するNBA記録も多数保持。
  - キャリア通算でのフリースロー成功率51.1%はベン・ウォーレス、デアンドレ・ジョーダン、アンドレ・ドラモンドに次ぐ歴代ワースト4位。

- その他の記録
  - 史上初のダブル・トリプル・ダブル（1試合で20得点、20リバウンド、20アシスト以上を記録すること）達成者。1968年2月2日のデトロイト・ピストンズ戦で22得点、25リバウンド、21アシストを記録（後に2019年4月2日にラッセル・ウェストブルックが史上2人目の達成者となる）。
  - 史上唯一のクアドルプル・ダブル・ダブル（40得点+40リバウンドor40アシスト）達成者。1959年から1961年にかけて計5回達成している。
  - 史上唯一のリバウンド王、アシスト王の二冠達成

※歴代順位は2024年現在。

### ビル・ラッセルとの関係
長期に渡るビル・ラッセルとのライバル関係はNBAの歴史でも最も有名なライバル関係の一つだが、プレーオフでの対決でシリーズを制したのはチェンバレンのたった1回に対し、ラッセルは7回。プレーオフでの勝敗は37勝57敗、レギュラーシーズンでは20勝29敗と、ライバルと呼ばれる割には不均衡な関係だった。なお直接対決での両者のスタッツでは、レギュラーシーズンではチェンバレンの平均30.0得点、28.2リバウンドに対しラッセルは14.2得点、22.9リバウンド、プレーオフではチェンバレンの25.7得点、28.0リバウンドに対しラッセルの14.9得点、24.7リバウンドとチェンバレンの方が上回っている。前述のとおり2人は親友関係にあり、ラッセルは2人がライバル関係と呼ばれるのを嫌っていた。また2人で居る時はバスケットのことについては殆ど話さなかったという。チェンバレンの甥によれば、ラッセルは1999年にチェンバレンが亡くなったとき、その死を知らされた2人目の人物だったという。

### ルール変更
- NBAは1964年に1951年以来の制限区域拡大を行っている。これはチェンバレンがゴール下であまりにも支配力を発揮したことが原因の一つと言われている。

## 参考・関連書籍
- チェンバレンによる自伝 『A View From Above』 (1992年)
- チェンバレンによる2冊目の自伝 『Who's Running the Asylum? Inside the Insane World of Sports Today』 (1997年)
- ロバート・シェリー著 『Wilt: Larger than Life』 (2004年)